# Sensational
Sensational è l'album in studio di debutto del rapper statunitense Yung Gravy, pubblicato il 31 maggio 2019 e composto da 13 tracce.

## Tracce
1. Gravy for Pope – 2:55
2. Buttered Up – 2:50
3. Charlene – 2:40
4. The Boys Are Back in Town – 2:27
5. Magic – 2:58
6. Whip a Tesla – 2:34
7. Daddy Aioli Interlude – 1:26
8. Gravy Train – 2:50
9. E.T. – 1:45
10. Alley Oop – 2:32
11. Richard Simons – 2:23
12. Pizzazz – 2:46
13. 1 Thot 2 Thot Red Thot Blue Thot – 2:11